# مارسلو سارمینتو
مارسلو سارمینتو (انگلیسی: Marcelo Sarmiento؛ زادهٔ ۳ نوامبر ۱۹۷۹) بازیکن فوتبال اهل آرژانتین است.
از باشگاه‌هایی که در آن بازی کرده‌است می‌توان به باشگاه فوتبال آترومیتوس، باشگاه فوتبال ساوت‌همپتون، باشگاه فوتبال لیتکس لووچ، باشگاه فوتبال لاریسا، و باشگاه فوتبال آرژانتینوس جونیورز اشاره کرد.